# Іспанська танцівниця
Іспанська танцівниця (англ. The Spanish Dancer) — американська історична мелодрама режисера Герберта Бренона 1923 року.

## У ролях
- Пола Негрі — циганська ворожка
- Антоніо Морено — Дон Сезар де Базан
- Воллес Бірі — король Філіп IV
- Кетлін Вільямс — королева Ізабелла Бурбон
- Гарет Хьюз — Лазарілло
- Адольф Менжу — Дон Саллюсте
- Едвард Кіплінг — Маркіз де Ротундо
- Енн Ширлі — Дон Бальтазар Карлос
- Чарльз А. Стівенсон — посол кардинала
- Роберт Агню — Джон